# هايوود بانكس
هايوود بانكس (بالإنجليزية: Heywood Banks)‏ هو موسيقي أمريكي، ولد في 1951.

## وصلات خارجية
- الموقع الرسمي
- هايوود بانكس على موقع IMDb (الإنجليزية)
- هايوود بانكس على موقع ميوزك برينز (الإنجليزية)
- هايوود بانكس على موقع ديسكوغز (الإنجليزية)